# 服部半蔵 (サムライスピリッツ)
服部 半蔵（はっとり はんぞう）は、SNK（SNKプレイモア）の対戦型格闘ゲーム『サムライスピリッツ』シリーズに登場する架空の人物。ただし、日本史上に実在した「服部半蔵」のフィクション中のイメージを踏襲している。

## 概要
『サムライスピリッツ』全シリーズに登場している。ただし、20年後を描いた「サムライスピリッツ新章～蒼紅の刃」では名前こそ「服部半蔵」で登場するが、正体はこれまでの半蔵本人ではない（後述）ため、実質は「蒼紅」以外の全てのシリーズに操作キャラクターとして登場している。
徳川幕府に仕える任務に忠実な忍であったが、一作目『SAMURAI SPIRITS』（以下「初代」と表記）で「伊賀忍群の頭領」に呼ばれた隙に息子の真蔵が天草四郎時貞に襲われ、体を奪われた。息子の魂と肉体を取り戻すため、初めて私情によって刀を抜き、幕府の命とは関係なく単独行動することになる。
楓という名の妻、子供は長男・真蔵のほかに、次男・勘蔵がいる。『真』のエンディングにて、真蔵の命を救うために楓は自身の魂を投げ出し、亡くなる。その後、半蔵は息子たちに対して、母の死を乗り越えて父の術を越えるよう諭す。
『サムライスピリッツ 斬紅郎無双剣』（以下『斬紅郎無双剣』と表記）のエンディングで、最終ボスである壬無月斬紅郎とは旧知の友人であったことが分かる。
初代の段階では半蔵が頭領でないことが公式ストーリーで明記されている。一方、時間軸では一作目以前となる『サムライスピリッツ零』（以下『零』）では「伊賀忍軍頭領」が半蔵であると記されている。3D作品の『SAMURAI SPIRITS 2 〜アスラ斬魔伝〜』では修羅のコピーとして「伊賀忍軍の総帥」、羅刹は「伊賀忍軍の頭領」というものがつけられていた。

### キャラクターデザイン
忍装束に球状をベースにした肩当てと脛当てを身に着け、首には布をマフラーのように巻いている。鉢金や忍頭巾などで頭部のほとんどを覆い隠しており、目元だけが露出しているが、左上下の瞼に傷跡が見える。デフォルトカラーでは黒い忍装束に赤いマフラーとなり、この点は衣装デザインが変更された他の作品でも引き継がれている。
覆面を取ることはほとんどないが、『真SAMURAI SPIRITS 覇王丸地獄変』（以下『真』と表記）では特定の勝利ポーズで頭巾などを全て取り去り、素顔が見られる。なお、設定資料での半蔵の素顔を「覆面を取ったその素顔は、かなりの美形。とても2人の子持ちとは思えん」と評する文献もある。覆面の中の素顔は、髪型は額を出して後ろ髪をうなじ部分で一つに結んでいて、左瞼を中心に額から頬にかけて斜めに1本の大きな傷跡がある。
『SAMURAI　SPIRITS(2019)』では衣装デザインは従来とほぼ同様だが、肩当ての表面に龍の模様が刻まれている。

### 武器
無名・忍者刀
半蔵の武器である忍者刀（以下の武器設定は『侍魂』におけるもの）。庵峰、身幅せまく、重ね厚く、反りがとても浅い。刀身が短く詰められており侍の刀と比べると無骨で見栄えも悪いが、その分使い勝手がよく小回りが利く。
乱戦の中にあっても折れにくい作りとなっており、切り立った断崖絶壁の岩肌に太刀を突き立て、一晩身を潜めなければならなくなった際も、三人もの大男の体重を支え切り、罅一つ入ってはいなかったという。ただし刃毀れは激しく、一戦ごとに使い捨てられる。
| 刀銘         | 無名・忍者刀   |
| 作           | 伊賀の刀匠     |
| 作日         | 不特定         |
| 刀剣の分類   | 直刀に近い彎刀 |
| 日本刀の分類 | 忍び太刀       |
| 刀身         | 二尺一寸       |
| 造りこみ     | 鎬造           |

### 武士道烈伝
ロールプレイングゲーム作品『サムライスピリッツ 武士道烈伝』（以下『武士道烈伝』と表記）では、プレイヤー一行の特定の戦闘に割って入る助太刀キャラクターとして登場する。
「邪天降臨之章」ではガルフォードを主人公に選ぶと、逆さ江戸城での牛若姫戦に現れて戦闘に加わったり、息子・真臓の体を乗っ取った天草に立ち向かおうとしたり、天草との最終決戦直前に現れた魔物たちとの戦闘の場に現れ、ガルフォードに対して「天草を討て」と激励するなど、物語を通じて最後まで関わる。ガルフォード以外のキャラクターを主人公に選んだ場合、ランダムでボス戦への助太刀キャラクターとして登場することがある程度で、場合によっては全く登場しないこともある。
「妖華慟哭之章」ではムー迷宮にて遭遇する不知火幻庵との戦闘にて必ず助太刀キャラクターとして参戦してくれる。戦闘後、半蔵は日本が危機的な状況を迎えていることを主人公一向に告げてからどこかへ立ち去る。

### 服部半蔵（蒼紅）
「服部半蔵」としては全作通しての登場であるが、『サムライスピリッツ新章 〜剣客異聞録 甦りし蒼紅の刃〜』に登場する半蔵の正体は、父の跡を継いで代々の「服部半蔵」の名を継承した息子の真蔵である。
ゲーム初期ではプレイヤーにも正体がかつての真蔵であることが伏せられているが、プロフィールでは父より身長が10cmほど低く小柄である。衣装も頭巾の形や脛当ての色など、父の衣装とは違っている。
ゲーム内では、覇王丸のみ正体が真蔵だと気付く描写があるが、それ以外ではほぼ全ての者が代替わりしたことに気付いていない。
本人のストーリーでは、かつて肉体を天草に乗っ取られた人間とは思えないほどの活躍をしており、最後には先代の半蔵（父）と因果関係をもつ一連の事件の黒幕である朧（おぼろ）を討ち果たす。しかし七坐灰人と眠兎のストーリーでは、前者は半蔵の部下の伊賀忍軍に言われるまで、後者は眠兎本人に指摘されるまで黒幕の存在に気付かないという、先代に比べると未熟な一面もある。
本人のエンディングに登場する謎の男は、伊賀忍軍に混じって息子を見守っていた先代（父）である。

### 服部半蔵（KOF MAXIMUM IMPACT）
『KOF MAXIMUM IMPACT』（以下『MI』）シリーズでは『2』から（このときは隠しキャラクターとして）登場しており、『サムライスピリッツ』シリーズのキャラクターで史上2人目となる『ザ・キング・オブ・ファイターズ』参戦となった。衣装は黒装束と赤マフラーは変わらないが、籠手などの防具は大幅にデザインが変更されている。また、アナザーモデルではトンボをベースとした格好になっている。

## 技の解説

### 通常投げ
空転投げ
『真』までの通常投げの1つ。相手の体を掴んで反転して瞬時に地面に叩き付ける。叩き付けたあと、半蔵は後方へ飛んで間合いを離す。相手に接近した状態でレバーを入れつつBボタンかABボタンを同時押しすると出る。武器の有無は問わない。
首投げ斬り
『真』までの通常投げの1つ。相手の体の胴の部分に片足を引っかけて引っ張り込むように地面に倒しところに刀を振り下ろして斬り払う。服部半蔵の通常投げである「首投げ斬り」とほぼ同じ。相手に接近した状態でレバーを入れつつDボタンかCDボタンを同時押しすると発動し、武器を持っていない状態でコマンドを入力すると「首投げ」に変化する。
首投げ
『真』までの通常投げの1つで、相手に接近して武器を持っていない状態でレバーを入れつつDボタンかCDボタンを同時押しすると、この投げ技が発動する。技の流れはガルフォードの「エグゼキューショナースラッシュ」と同じだが、相手の体を投げ飛ばして間合いを離す点が異なる。
空転撃
2Dシリーズにおける空中投げ。『真』までは空中の相手を捕えて自身の体重を乗せた状態で地面に叩き落とす。『斬紅郎無双剣』以降では相手の体を掴んで状態で反転して頭から地面に叩き付ける。
烈風空裂脚
『真』にてアースクェイクおよび黒子に対して通常投げのコマンドを入力すると発動する専用の組み技。しゃがみ蹴りから立ち蹴りにつなげる。

### 必殺技
忍法　爆炎龍（ばくえんりゅう） / 忍法　爆炎龍 －改－（-かい）
地面を飛び跳ねる炎の弾を撃つ。動作の隙は少ない。『斬紅郎無双剣』では炎は一定距離まで進むと半蔵のもとへ戻ってくる。弱は射程が短く、強は発生が遅い代わりに射程が最も長い。この技を出したあとに前方へ踏み込むなどして半蔵本体が炎よりも前に進むと、炎は消滅する。
忍法　影分身（かげぶんしん） / 忍法　影分身の術
その場で印を結んで姿を消してから、初代では4体、それ以外では2体に分身して惑わす。ボタンにより、本体の位置を決めることが可能。分身中は半蔵本体は完全無敵状態。
『真』のみ相手が幻体を攻撃の方を攻撃した場合、そこに炎を放つ爆弾を残し、相手にダメージを与えることができた。『斬紅郎無双剣』以降は初代と同様に爆弾による攻撃が削除された上、分身中に相手は必ず本体を向くようになっている。
忍法　うつせみ天舞（-てんぶ）
その場で印を結んで姿を消してから相手の上空に現れ、武器を構えて回転しながら落下する。素手状態だと蹴り攻撃になる。攻撃が当たると半蔵本体は前方か後方に跳ね返る。
『真』ではガードした相手の体力を削る能力は無く、『斬紅郎無双剣』でも半蔵が素手状態だと削ることはできない。
忍法　うつせみ地斬（-ちざん）
その場で印を結んで姿を消し、相手の足元の影から現れて斬りつける（『斬紅郎無双剣』以降の仕様）。素手状態だと殴打になる。
後述のように、初代・『真』・『斬紅郎無双剣』以降でそれぞれ技の内容が異なり、『斬紅郎無双剣』以降は初代と『真』における「うつせみ地斬」がそれぞれ「身代わりの術」のバリエーションとして採用されている。
『真』ではガードした相手の体力を削る能力は無く、『斬紅郎無双剣』でも半蔵が素手状態だと削ることはできない。ガードされたときの隙は大きい。
忍法　身代わりの術 －仏（-ほとけ）
相手の特定の攻撃を喰らった際にコマンドを入力すると、姿を消し、丸太を出して入れ替わり、「うつせみ天舞」で攻撃する。攻撃を喰らう必要があるため、ダメージは当然受ける。
初代における「忍法 うつせみ地斬」はこの技と同様の仕様となっている。
忍法　身代わりの術 －鬼（-おに）
相手の特定の攻撃を喰らった際にコマンドを入力すると、姿を消し、丸太を出して入れ替わり、「うつせみ地斬」で攻撃する。攻撃を喰らう必要があるため、ダメージは当然受ける。
『真』における「忍法 うつせみ地斬」はこの技と同様の仕様となっている。
忍法　烈風手裏剣（れっぷうしゅりけん） / 烈風手裏剣 －改－（-かい）
手裏剣を飛ばす。初代は地上から、『真』以降の2D対戦格闘版では空中から斜め下に飛ばす。3D対戦格闘版では地上でも空中でも使用可能。
空刺・天邪鬼（そらとげ・あまのじゃく）
空刺・地邪鬼（-ちのじゃく）
ともに『MI』シリーズで使用できる、「烈風手裏剣」からの追加技。
モズ落とし / 忍法　もず落とし
相手の体を掴んでからはるか上空まで飛び上がり、相手を抱えたまま回転しつつ、頭から地面に叩き落とすコマンド投げ。半蔵の主力の武器となる技である。『斬紅郎無双剣』と『サムライスピリッツ 天草降臨』（以下『天草降臨』と表記）では「修羅」の技。『天草降臨』以降は強で発動時に飛び上がる前に相手の腕の骨を折るという演出も入る。
『武士道烈伝』では敵一体に仕掛ける投げ技となっており、与えるダメージが通常攻撃よりもはるかに大きい。
モズ落とし －颯－（-はやて-） / 忍法　もず落とし －颯－
踏み込み中に「モズ落とし」を入力すると、通常時と異なり、相手を掴んだあとに超高速で後方へ飛び上がりながら叩き付ける。威力は通常の「モズ落とし」よりも低下する。
忍法　影舞（かげまい）
『真』での秘奥義。その場で姿を消し、そのままの状態でしばらく行動可能となる。技の性質はガルフォードの秘奥義「バックスタブ」と同じだが、忍犬パピィがいない分、半蔵の動きを相手に見切られにくい点が長所。
忍法 影（かげ） / 忍法 影・静音（しずね）
『斬紅郎無双剣』で追加された。「忍法 影」は「修羅」、「忍法 影・静音」は「羅刹」の技である。その場で印を結び、一瞬だけ姿を消す。消えるまでは無防備だが、姿を見せた直後から隙が無く、すぐに行動可能。「忍法 影」も、「忍法 影・静音」も、技名こそ違うが技の性質は全く同じ。
忍法　猿舞（えんぶ）
『斬紅郎無双剣』で追加された。「羅刹」の技で、その場で印を結んで姿を消し、画面上の左・右・左上部・右上部のどれか任意の場所に現れる。「忍法 影・静音」と組み合わせることで、計5個のフェイント技を駆使し、相手を翻弄することが可能。
忍法　爆炎微塵隠れ（ばくえんみじんがくれ）
『斬紅郎無双剣』で追加された。「羅刹」の技で、「もず落とし」に代わるコマンド投げ。基本性能は「もず落とし」と同じだが、相手を地面に打ち付けると同時に爆炎で包み、半蔵は一時的に姿を消す。相手を叩き付けたあと、半蔵はすぐに行動可能。『斬紅郎無双剣』では3回決めれば確実に倒せるほどの威力を持つ。
忍法　車菱（くるまびし）
『サムライスピリッツ 天下一剣客伝』（以下『剣客伝』と表記）で使用。後転しながら、マキビシを撒く。
忍法　影臥（かげぶし）
『剣客伝』で使用。「忍法 影舞」と同じ技。
火遁の術（かとんのじゅつ）
『MI』シリーズで使用。口から火炎を吹き出す。
般若（はんにゃ）
『MIA』で使用。刀を構えつつ突進して、しゃがみ状態の相手を押し倒し、刀で突き刺す。

### 武器飛ばし技など（超必殺技）
忍法　天魔覆滅（てんまふくめつ）
『真』及び『剣客伝』での武器破壊技（武器飛ばし技）。その場で刀を振り下ろして地面に突き立て、一定時間後に巨大な火柱を起こす。半蔵が攻撃を受けても火柱は発動する。
封じ手　微塵隠れ（みじんがくれ）
『斬紅郎無双剣』にて追加された「修羅」の武器飛ばし技。爆炎に身を包んだ後に身を隠す。技を決めたあと、半蔵の姿が一定時間見えなくなる。攻撃判定が見た目以上に大きく、対空迎撃技としても使用可能。
『MI』シリーズでは「禁じ手　微塵隠れ」という名称で使用している。
封じ手　毒龍（どくりゅう）
『斬紅郎無双剣』にて追加された「羅刹」の武器飛ばし技。相手に飛んでいったあとに無数の爆弾を相手の体に仕込んで次々と爆発させる。空中ガード不能であり、対空技としても使用できる。武器を持っていないと出すことができない。
真モズ落とし
ポリサムシリーズの秘奥義。『零』と『サムライスピリッツ零SPECIAL』（以下『零SP』と表記）で武器飛ばし技になり、『剣客伝』では再び秘奥義。「モズ落とし」の強化版で、骨を折る際に『必殺シリーズ』さながらのレントゲン写真のカットインが入る。
必滅一閃・モズ落とし
『KOF MAIMUM IMPACT REGULATION"A"』で使用する、「真モズ落とし」の2ゲージ消費版。「真モズ落とし」との違いは、しゃがみ状態の相手にも決められることのみである。
禁忌　もず砕き（きんき -くだき）
『零SP』の絶命奥義。腕や肋骨を破壊し、最後に「モズ落とし」で頭蓋骨の頭頂部を砕く。

## キャスト
服部半蔵
- 臼井雅基（『初代』、『閃』、『KOF MAXIMUM IMPACT』シリーズ）
- 新居利光（『真』〜『零SP』、『武士道烈伝』、アニメ『SAMURAI SPIRITS 2 アスラ斬魔伝』）
- 古賀寛之（『天下一剣客伝』）
- 西前忠久（『SAMURAI SPIRITS (2019)』）
- 森源次郎（『侍魂オンライン-朧月伝-』）
- 青野武（アニメ『サムライスピリッツ 〜破天降魔の章〜』）

服部半蔵（蒼紅）
- 小西克幸

## 関連人物
- ガルフォード - ガルフォードの師が半蔵の師の妻
- 天草四郎時貞 - 息子・真蔵の体を奪った
- 柳生十兵衛 - 幕府に仕える者同士
- 壬無月斬紅郎 - 旧知の友人
- ナガセ - 半蔵と同様の技の使い手
- ジヴァートマ - 対峙した事のある異人